# Bars, Gers
Bars är en kommun i departementet Gers i regionen Occitanien i sydvästra Frankrike. Kommunen ligger i kantonen Montesquiou som tillhör arrondissementet Mirande. År 2022 hade Bars 124 invånare.

## Befolkningsutveckling
Antalet invånare i kommunen Bars
Referens:INSEE